# Milan Adamčiak
Milan Adamčiak (Rózsahegy, 1946. december 16. – Garamszentkereszt, 2017. január 16.) szlovák konceptuális művész, vizuális költő, zeneszerző és zenész. 

## Életrajza
Tanulmányait a Zsolnai Konzervatóriumban, majd a pozsonyi Comenius Egyetemen végezte.
1972 és 1992 között a Szlovák Tudományos Akadémia tagja, a szlovákiai Európai Kulturális Klub alelnöke volt. Peter Machajdíkkal és Michal Murinnal együtt 1989-ben alapította meg a Transmusic comp avantgarde együttesét, Szlovákiában,  Németországban, Ausztriában, Csehországban számos fesztiválon fellépett. Utolsó koncertjeit az Art's Birthday rendezvényen 2016. január 17-én tartották a Veletržní-palotában Prágában és a 2016-os Pohoda Fesztiválon.
Bélabányán élt, a garamszentkereszti kórházban hunyt el.

## Egyéni kiállítások
- 1970 Visual Music. V-klub, Kulturális Ház, Pozsony
- 1991 ARTDECO Galéria, Érsekújvár
- 1992 Gerulata Galéria, Pozsony
- 1994 - 1995 Médium II., Rózsahegy
- 2000 Nitra Galéria, Nyitra
- 2001 Považská Galéria, Zsolna
- 2009 Munkamemória: Találkozó nap, Tranzit Studios, Pozsony
- 2017 Adamčiak, start!, Szlovák Nemzeti Galéria, Pozsony
- 2019 C (életkor) A (damcak) G (rygar) / csend, hang, zene, Pro arte Galéria

## Fordítás
- Ez a szócikk részben vagy egészben  a   Milan Adamčiak című szlovák Wikipédia-szócikk ezen változatának fordításán alapul.  Az eredeti cikk szerkesztőit annak laptörténete sorolja fel. Ez a jelzés csupán a megfogalmazás eredetét és a szerzői jogokat jelzi, nem szolgál a cikkben szereplő információk forrásmegjelöléseként.